# Tiroler Wind
Tiroler Wind kurz auch TiWi genannt, bis zum Jahr 2006 Bergwind, ist eine Musikgruppe im Bereich des volkstümlichen Schlagers aus der Gaiser Fraktion Mühlbach im Tauferer Tal.

## Besetzung
- Chris Untergasser; Gitarre und Gesang
- Harry Amhof; Diatonische Harmonika, Keyboard und Gesang
- Freddy Untergasser; Bassgitarre und Gesang

## Erfolge
- 2006 – Sieger der Grand Prix Vorausscheidung in Südtirol
- 2006 – TV-Auftritt: Wenn die Musi spielt Open Air in Bad Kleinkirchheim
- 2006 – Grand Prix der Volksmusik Finalteilnahme in München
- 2006 – Veröffentlichung der 1. CD „A Jodler aus Tirol“
- 2007 – TV-Auftritt: Krone der Volksmusik in Chemnitz
- 2009 – Veröffentlichung der 2. CD „Volksmusik und mehr“
- 2012 – Tiroler Herz Marsch – REMIX – Single
- 2013 – Veröffentlichung der 3. CD „Lustig froh und frei“
- 2015 – Hits für Kids – Single
- 2016 - 10 Jahre TiWi mit Veröffentlichung der 4. CD „Das Beste aus 10 Jahren“
- 2017 – TV-Auftritt: Immer wieder Sonntags und Veröffentlichung der Single „Halli Galli“
- 2018 – Veröffentlichung der 5. CD „Halli Galli“
- 2018 – TV-Auftritt: Immer wieder Sonntags mit dem Titel „Schnecken checken“
- 2019 - *Newcomer des Jahres 2019 der Schlagerrallye in Elisabethszell.[1]

## Diskografie

### Alben
- 2006 – A Jodler aus Tirol
- 2009 – Volksmusik und mehr
- 2013 – Lustig froh & frei
- 2016 – Das Beste aus 10 Jahren
- 2018 – Halli Galli[2]